# Ла-Пас (Ентре-Ріос)
Ла-Пас (ісп. La Paz) — місто у провінції Ентре-Ріос в Аргентині. Є адміністративним центром однойменного департаменту.

## Географія

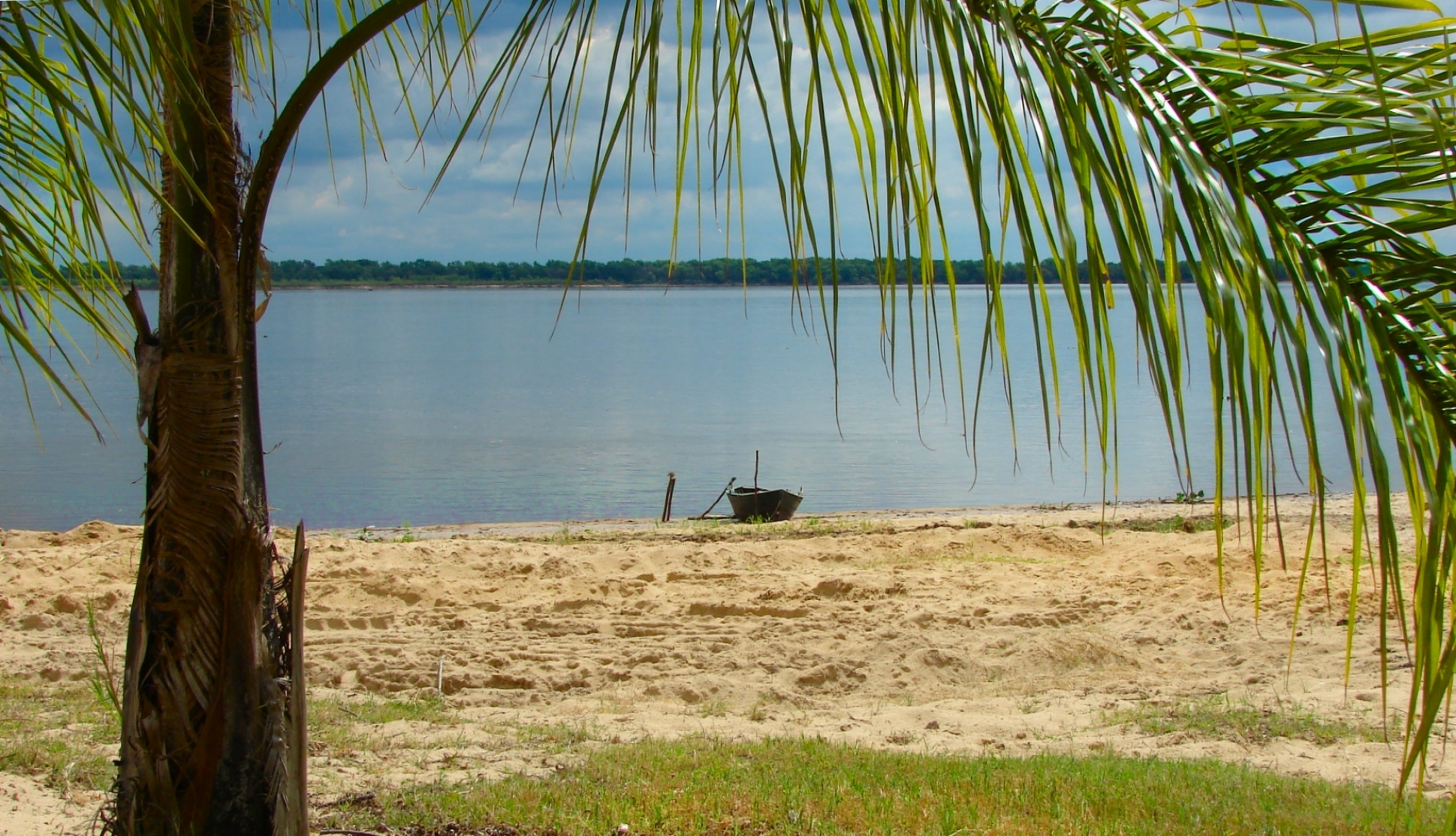
Берег Парани у Ла-Пасі

Місто розташовано у північно-західній частині провінції Ентре-Ріос на лівому (східному) березі річки Парана біля її злиття зі струмком Кабую-Кватья.
Клімат міста вологий субтропічний без сухого сезону (Cfa за класифікацією Кеппена).

## Історія
Перші згадки про місцевість, де нині знаходиться місто Ла-Пас, відносять до XVIII століття. Наприклад, на мапі 1768 року вона фігурує під назвою Атракадеро-Кабую-Кватья (ісп. Atracadero Cabayú Cuatiá — причал на р. Кабую-Кватья).
В XIX столітті з'являються проекти будівництва міста на півночі провінції Ентре-Ріос. 1829 року губернатор Леон Сола висловив наміри побудувати поселення і порт поблизу р. Кабую-Кватья, але цей задум не було втілено у життя.
13 липня 1835 року губернатор Паскуаль Ечагве видав декрет, яким наказав заснувати поселення у Кабую-Кватья під назвою Ла-Пас на честь Богородиці Миру (ісп. Nuestra Señora de La Paz). 20 липня цей декрет підтримав парламент провінції.
Перші роки існування поселення були тяжкими, оскільки воно опинилося на арені боротьби між унітаріями і федералістами, а також постійних паводків на річці Парана.
1843 року було обрано першого мера Ла-Паса. Ним став Хуан Хосе Маркес. Цього ж року до Ла-Паса прибув новий командувач ескадрону, який базувався у поселенні, Антоніо Есек'єль Берон. Він брав активну участь у житті Ла-Паса, зокрема у побудові першої каплиці у місті.

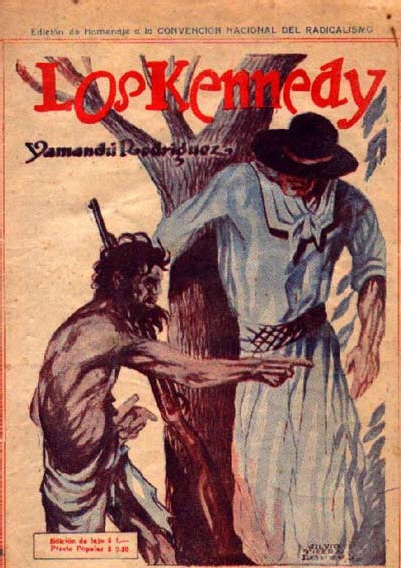
Обкладинка книги про братів Кеннеді

Формально Ла-Пас отримав статус міста 1 травня 1872 року. Того ж року запрацював краєзнавчий Регіональний музей Ла-Паса, який нині носить ім'я Алісії Гонсалес Кастрільйон.
1 травня 1873 року місто було захоплене повстанцями на чолі з Рікардо Лопесом Хорданом. Повстання стало одним з останніх епізодів громадянської війни в Аргентині. Урядові війська звільнили Ла-Пас 3 серпня того ж року.
Після цього місто Ла-Пас стало стабільно рости і розвиватися. Ріст пригальмувався вже у середині ХХ століття через віддаленість міста від центрів аргентинської економіки.
1929 року завершилося зведення головного храму міста — Церкви Богородиці, збудованої у стилі французької неоготики.
1932 року у місті Ла-Пас відбулося повстання під керівництвом братів Едуардо, Роберто і Маріо Кеннеді проти Урібуру, який прийшов до влади шляхом державного перевороту.
1993 року було відкрито Муніципальний музей витончених мистецтв.

## Освіта
У Ла-Пасі діє достатня кількість навчальних закладів, як державної, так і приватної форми власності.
Центрами початкової освіти є:
- школа № 1 імені Хосе де Сан-Мартіна
- школа № 2 імені Першої Хунти[en]
- школа № 3 імені Домінго Френча[en]

Найбільшим середнім навчальним закладом за кількістю учнів є Коледж імені Домінго Фаустіно Сарм'єнто, створений 1936 року. Також діють приватні Коледж Святого Ісидора Мадридського, заснований 2006 року, і Коледж Богородиці Милостивої.
У місті Ла-Пас діють такі вищі навчальні заклади:
- філія Автономного університету Ентре-Ріоса
- центр дистанційної освіти Національного університету Літоралі[en]
- центр дистанційної освіти приватного Католицького університету Сальти
- педагогічний інститут, який також пропонує курси медсестер

## Економіка і туризм
Основою економіки міста Ла-Пас є туризм. Також розвинені тваринництво (розведення великої рогатої худоби) і рослинництво (вирощування рису).
Основними туристичними принадами є рибальство і термальні купальні. Також поблизу міста знаходиться Провінційний заказник Курусу Чалі площею 14 тис. га.
У річці поблизу міста водиться велика кількість риби, найбільш поширеними видами якої є дорадо, сурубі і паті. Щороку у місті проводяться Провінційний Фестиваль Ентре-Ріосського Сурубі, Провінційний Фестиваль Ентре-Ріосського Дорадо, а з 1999 року Національний фестиваль річкової риби.

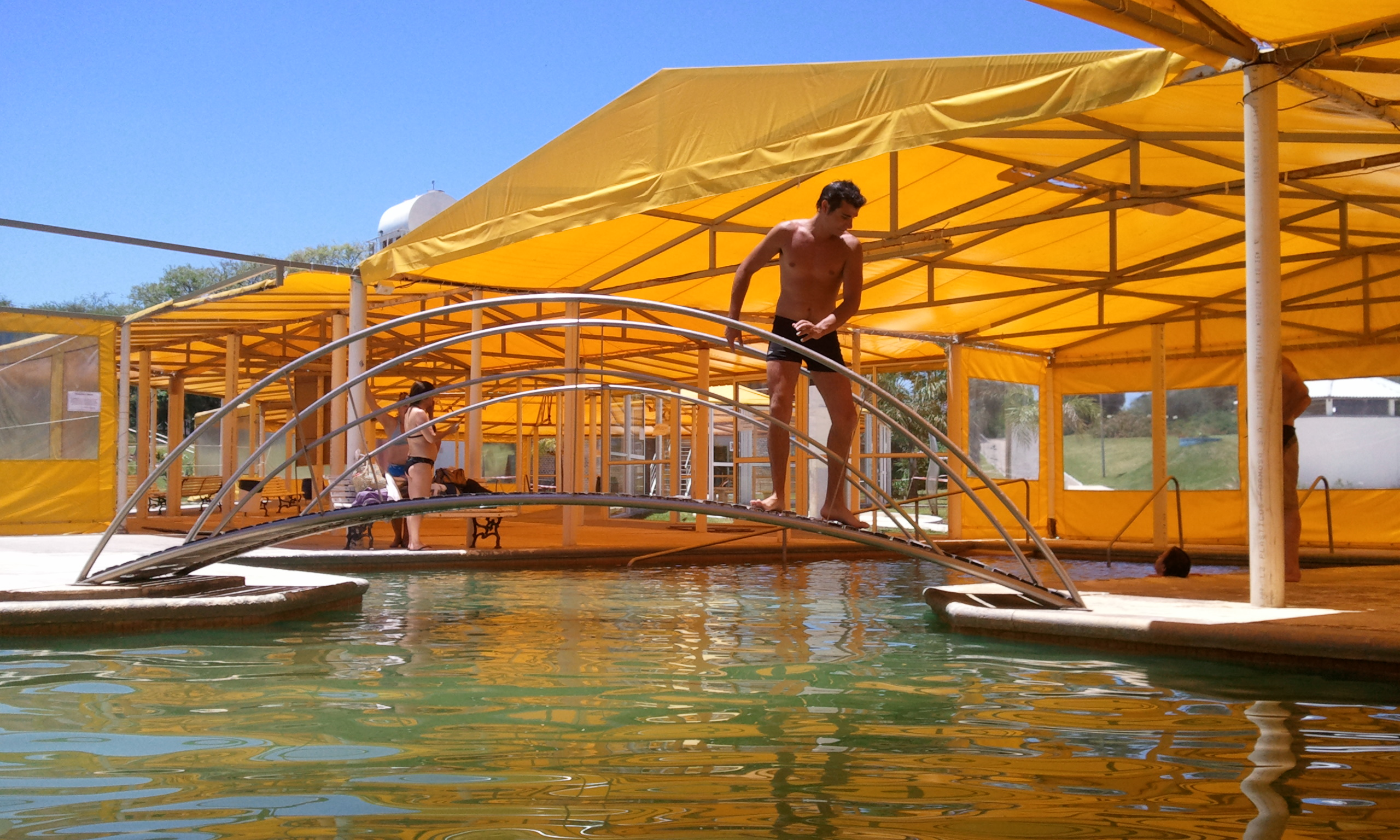
Термальні купальні
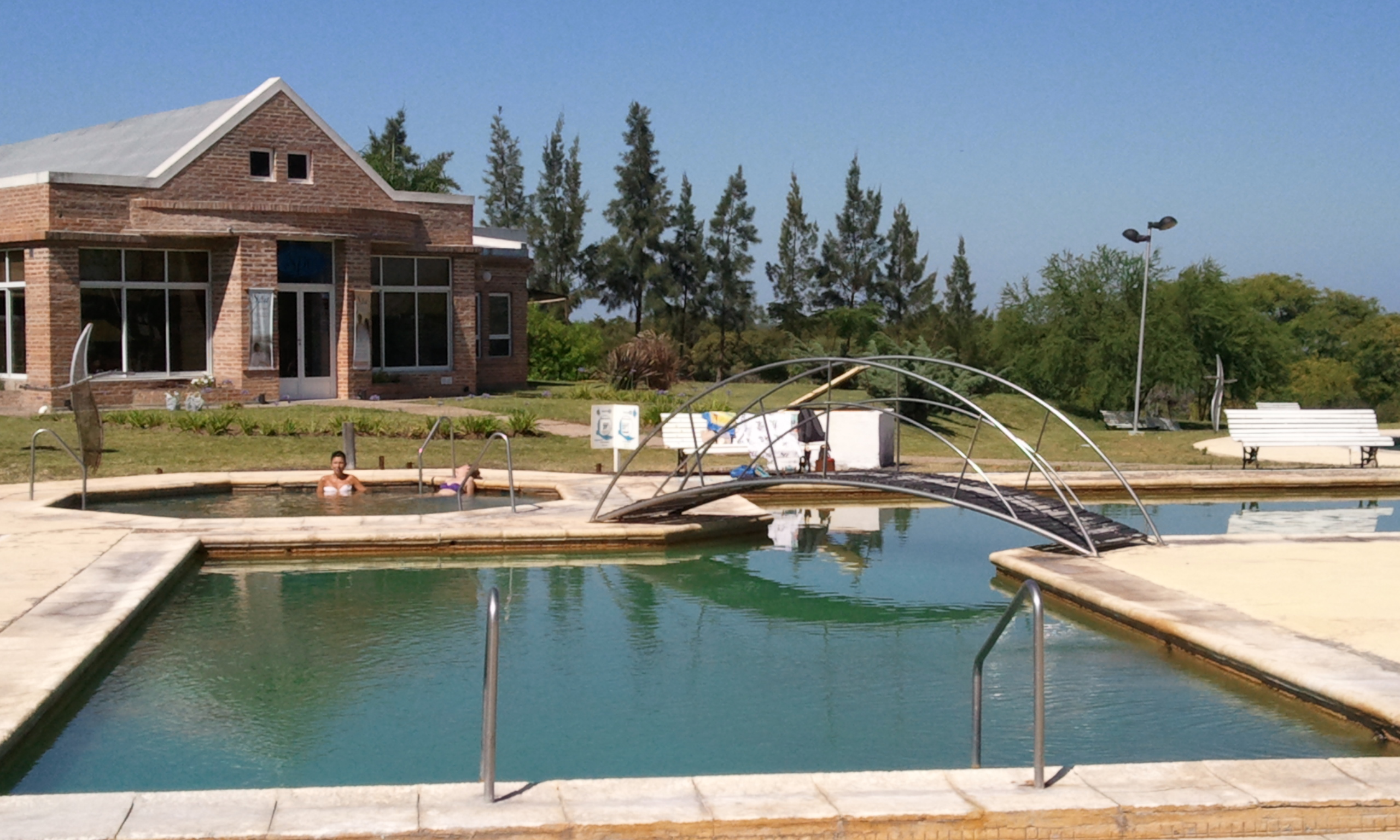
Ла-Паса

2003 року у місті Ла-Пас було відкрито термальні купальні, які пропонують купання у солоних підземних водах басейну Гуарані. Термальні води мають температуру 41,7 °C і багаті на бор, фтор, натрій і йод. Комплекс складається з 11 басейнів, 4 з яких криті.

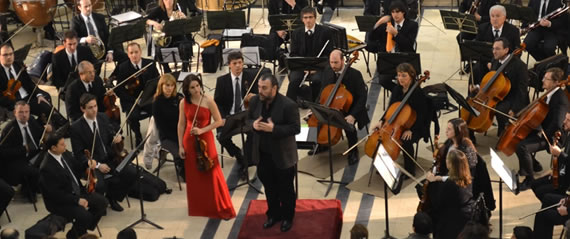
Фестиваль Galas del Río

З 2009 року у Ла-Пасі щороку наприкінці серпня — на початку вересня проводиться десятиденний фестиваль Galas del Río, Encuentros de Arte, який є однією з найбільших культурних подій провінції Ентре-Ріос. Основою програми є класична музика, а також джаз і фольклор. Часто в рамках фестивалю, окрім конфертів, відбуваються виставки живопису, скульптури, майстер-класи тощо.

## Спорт
З 1984 року у місті Ла-Пас на третіх вихідних січня проходить змагання з тріатлону, яке нині розглядається як етап класифікації до Олімпійських ігор у цьому виді спорту.
У місті діє декілька футбольних клубів, об'єднаних у Ла-Пасську лігу футболу. Жоден з цих клубів не грає у чемпіонаті національного рівня.
Також у Ла-Пасі існує гольф-клуб.

## Галерея

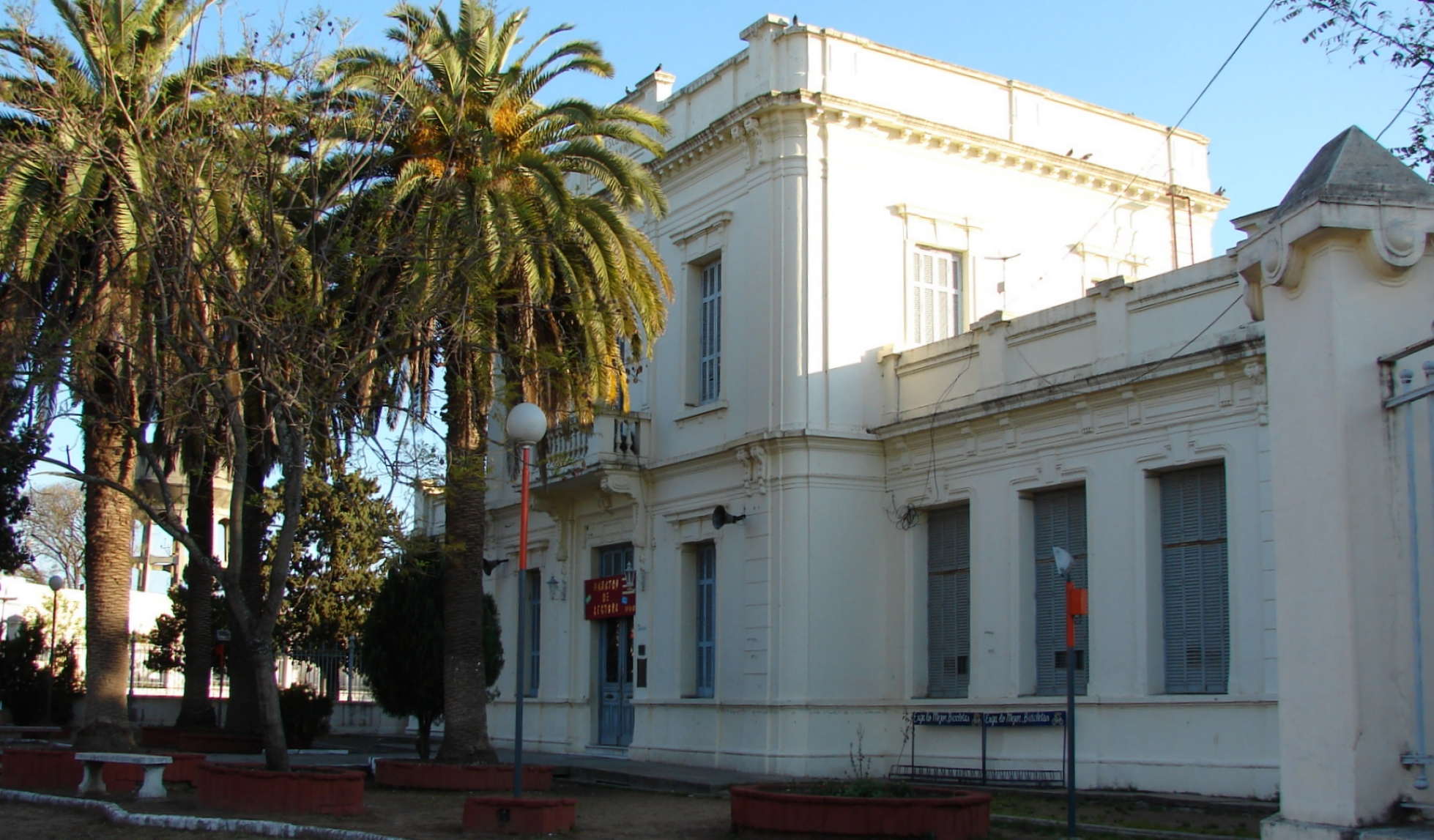
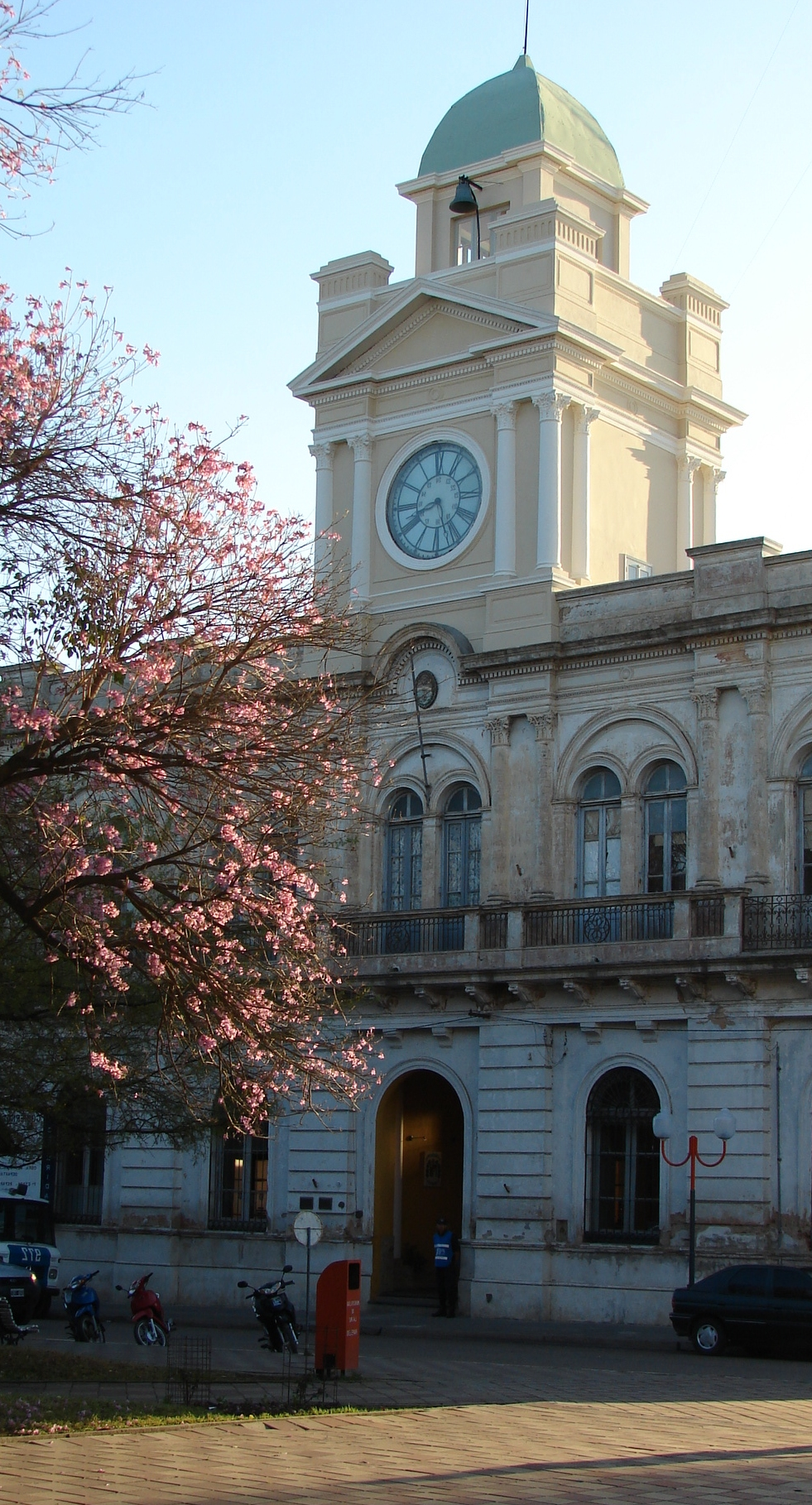
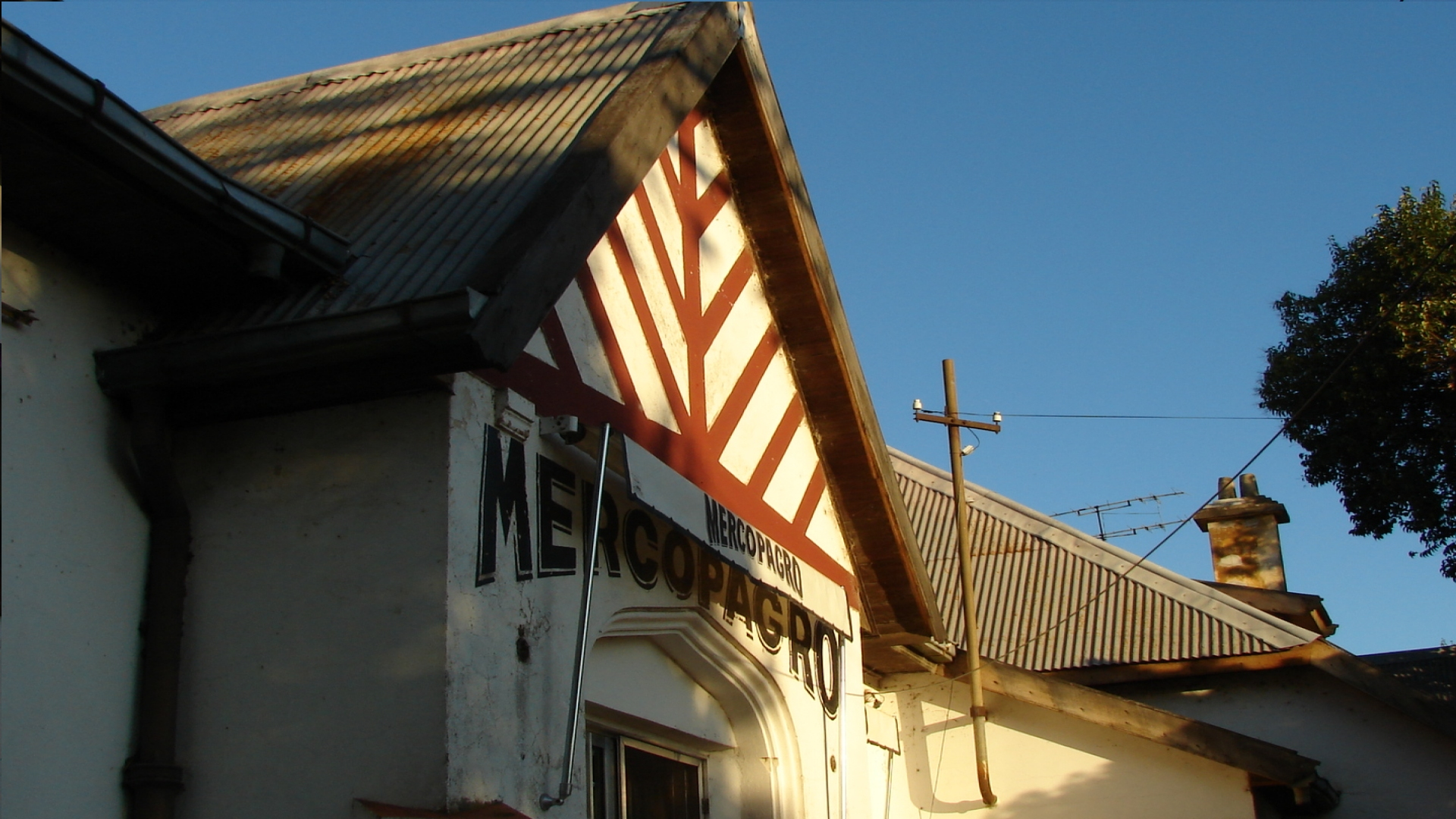
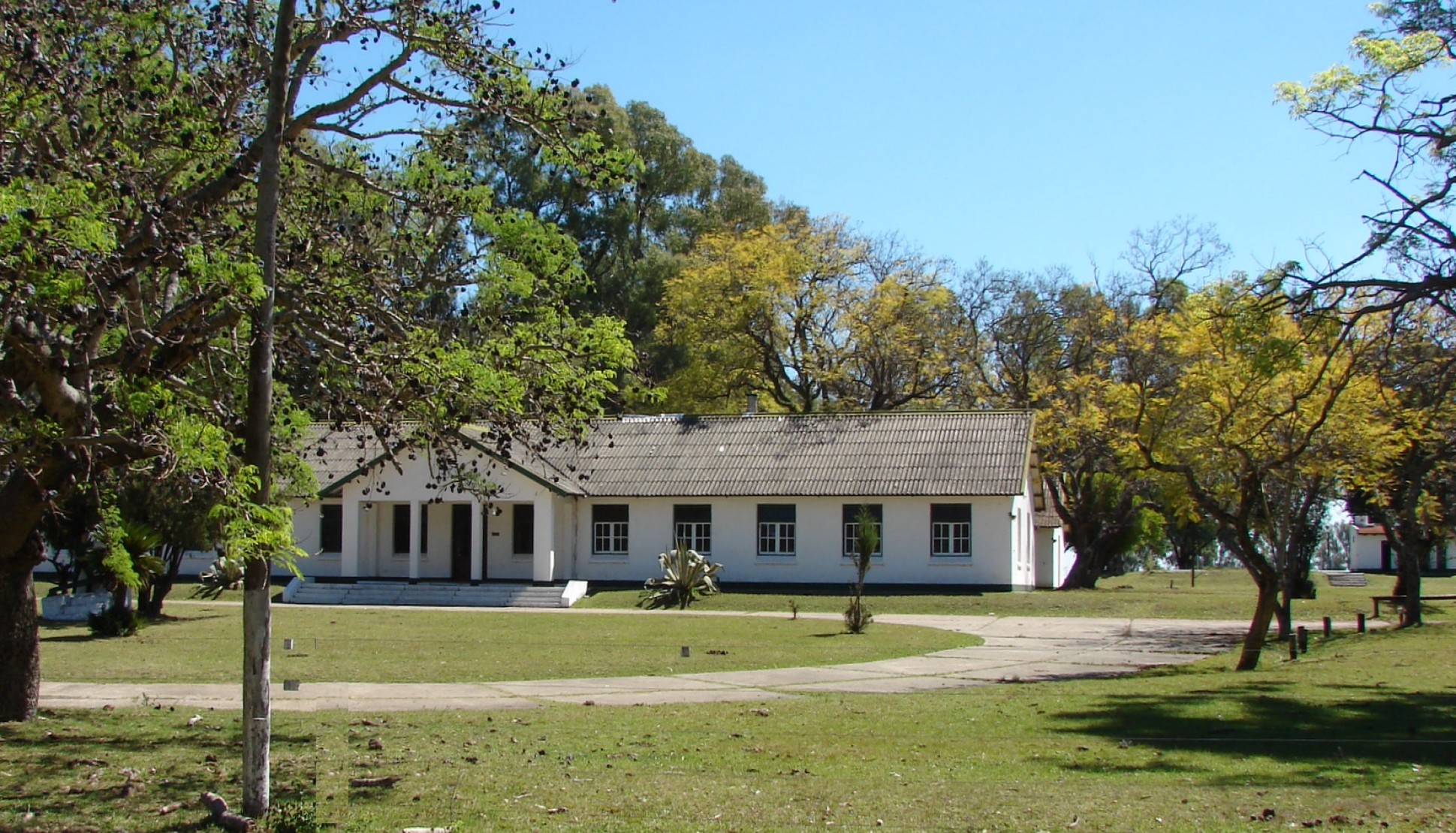
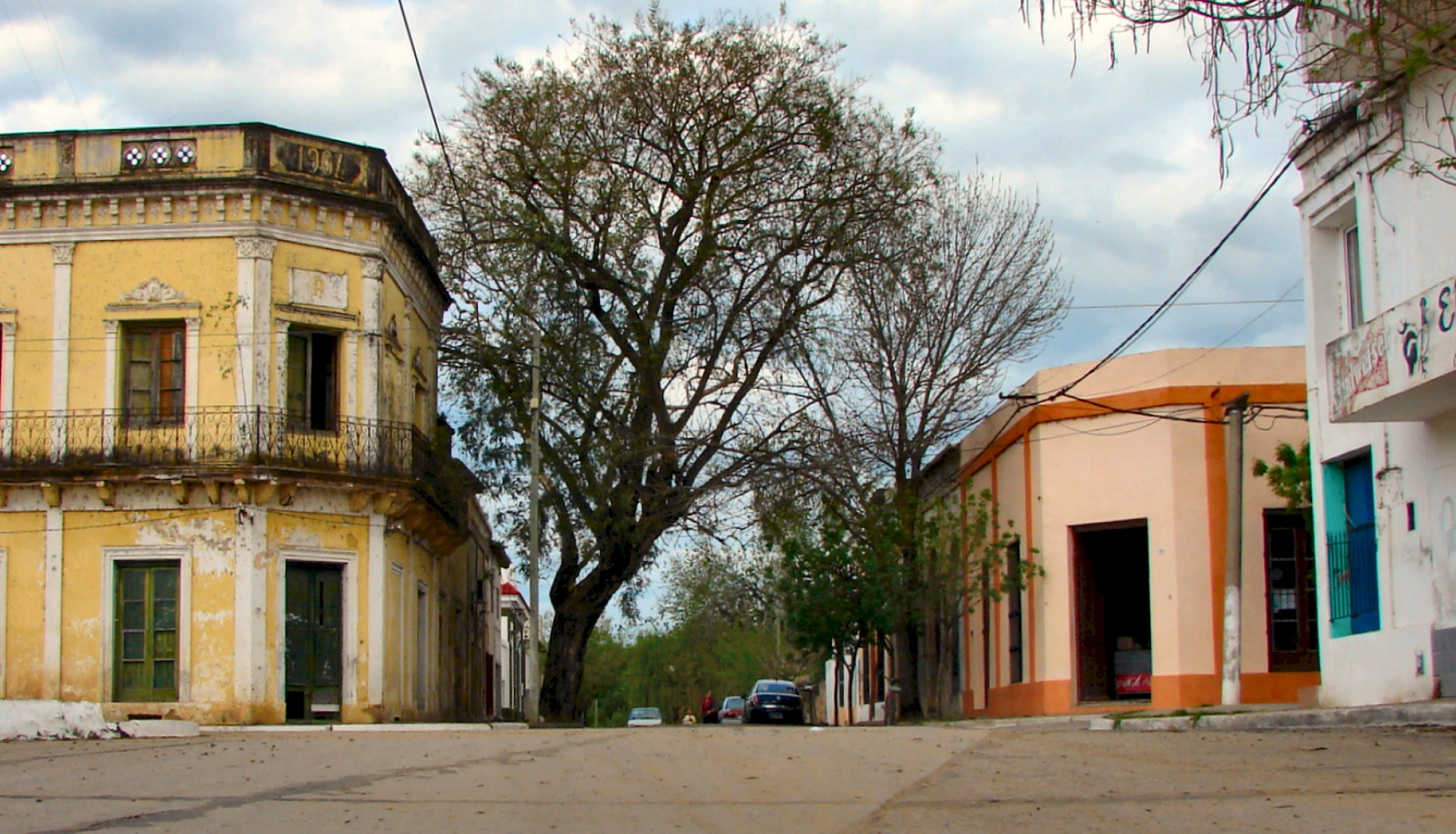
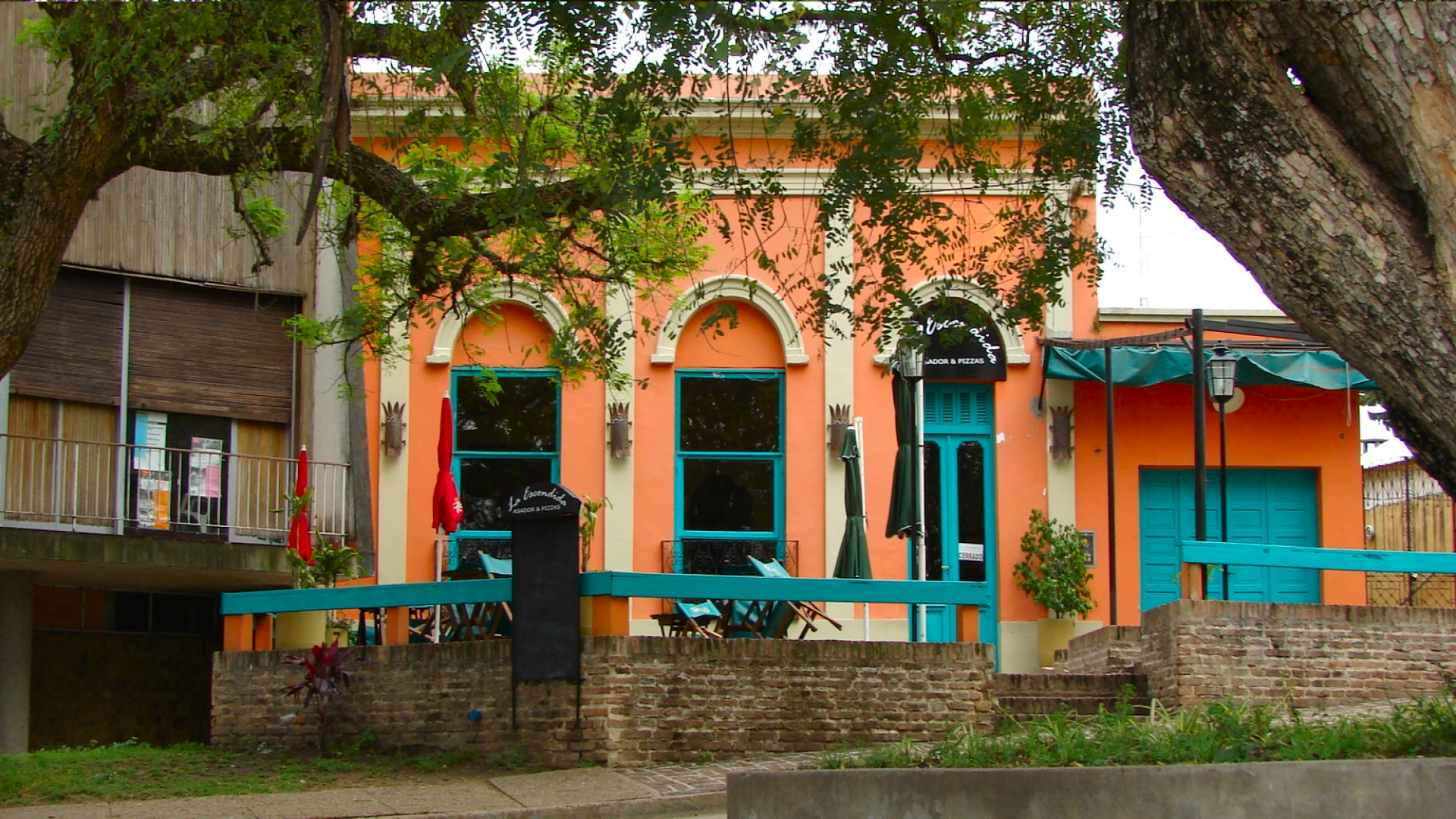
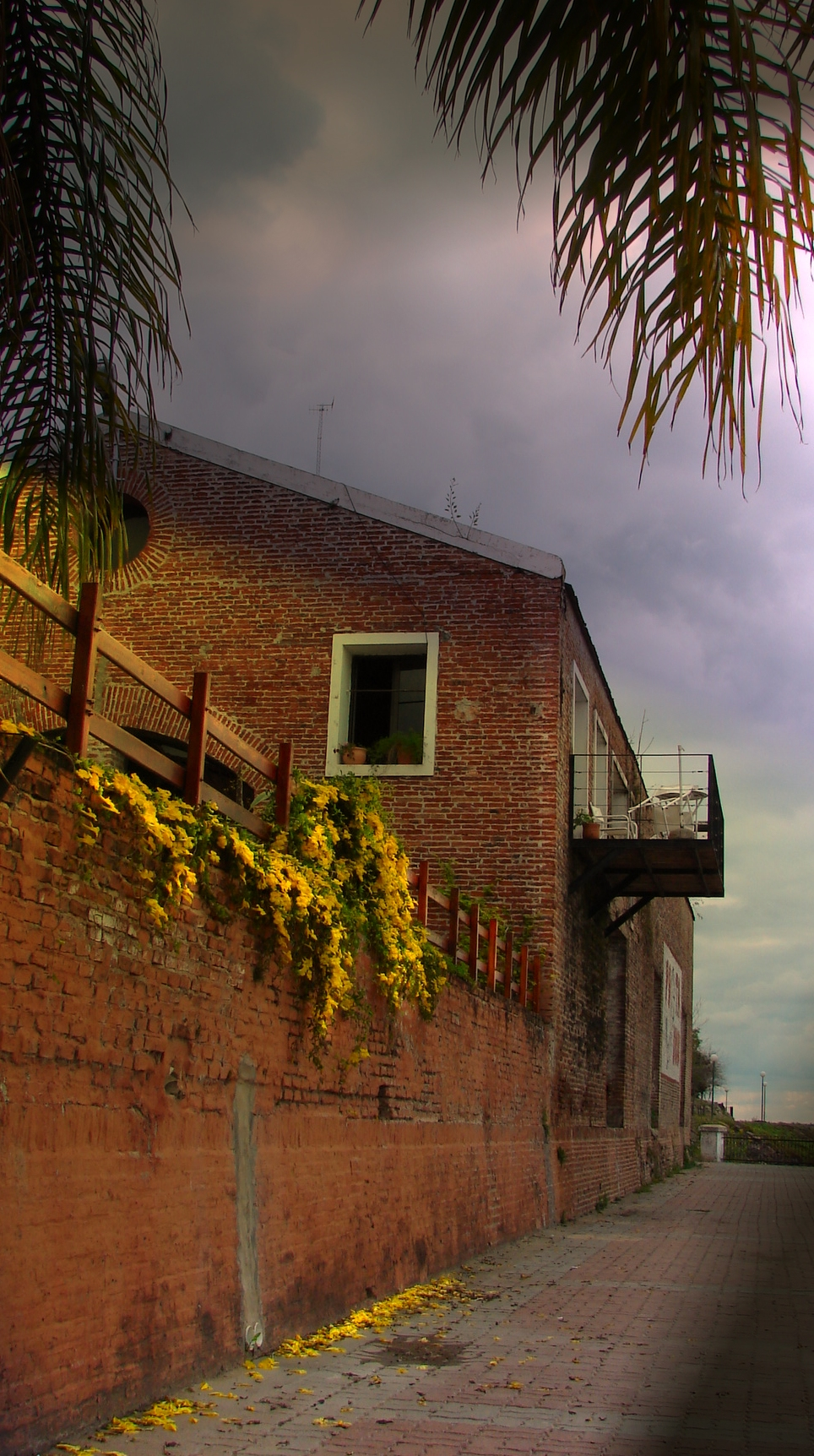

## Населення
Ла-Пас — шосте за кількістю населення місто провінції Ентре-Ріос. Згідно з переписом 2010 року населення Ла-Паса складає 25 808 жителів.